# L'Arénas
Pour les articles homonymes, voir Arenas.
L'Arénas est un quartier de la ville de Nice.
Il est situé à l'extrémité sud-ouest de la ville, limité à l'ouest par le fleuve Var. Il est séparé du quartier Saint-Augustin par l'ancienne route nationale 7 et la ligne de chemin de fer Marseille - Vintimille. Une grande partie du quartier est occupée par l'aéroport de Nice-Côte d'Azur qui a été partiellement construit sur une zone gagnée sur la mer. Un récent quartier d'affaires comportant environ 350 000 m² de bureaux installés dans des immeubles en verre, a été construit dans la partie nord du quartier. Des immeubles d'habitation occupent la partie est.  

## Bâtiments spécifiques
- Aéroport de Nice-Côte d'Azur.
- Parc floral Phœnix, qui disposait, fut un temps, de la plus grande serre d'Europe. Présence de nombreuses espèces rares et exotiques[1].
- Musée des arts asiatiques[2].
- L'aéropôle lui-même c'est-à-dire le complexe immobilier en général du quartier.
- Lycée Régional Hôtelier Jeanne et Paul Augier[3].
- Siège de la Banque populaire Côte d'Azur.
- Campus niçois de l'EDHEC Business School.
- Siège de la métropole Nice Côte d'Azur.
- Établissement public d'aménagement de la plaine du Var.
- Église Notre-Dame-de-Lourdes.
- Siège du e-commerçant Easyparapharmacie.

## Population
En 1999, le quartier comptait 5 914 habitants.